# Аналіз мінеральної сировини
Ана́ліз мінера́льної сировини — процес дослідження вихідної сировини та продуктів збагачення з метою визначення їх складу, властивостей, придатності для переробки і використання, оцінки ефективності збагачення як в цілому, так і в окремих технологічних операціях. Кожен аналіз мінеральної сировини виконується за відповідними стандартними методиками.
Розрізняють:
| - технічний аналіз, - Технічний аналіз вугілля - фракційний аналіз, - якісний аналіз, - кількісний аналіз, - атомно-флуоресцентний аналіз, - седиментаційний аналіз, - спектральний аналіз, - ситовий аналіз, - титриметричний аналіз, | - газовий аналіз, - мікроскопічний аналіз, - турбідіметрія, - елементний аналіз, - люмінесцентний аналіз, - люмінесцентно-бітумний аналіз, - магнітний аналіз, - математичний аналіз, - мінералогічний аналіз, | - петрографічний аналіз, - пробірний аналіз, - радіографічний аналіз, - радіометричний аналіз, - рентгеноструктурний аналіз, - фазовий аналіз, - хімічний аналіз, - експрес-аналіз, - нейтронний гамма-метод, - аналіз бурового розчину. |

## Цікаво
Про склад руд при їх випробуванні (плавці) ще в давнину судили, зокрема, по диму. Про це пишиться в праці Георга Агріколи De Re Metallica (1556 р.), :
| Так, здебільшого дим блакитний вказує, що руда просякнута мідною блакиттю, жовтий - на присутність в ній аурипігменту, червоний - реальгару, зелений - малахіту, чорний - на присутність чорної гірської смоли, а білий - на присутність білої гірської смоли, зеленувато-білий - її ж з малахітом, а якщо дим жовтий посередині і зелений по краях - сірки. |